# Serious Engine 2

Скриншот из Serious Sam 2.

Serious Engine 2 — игровой движок, разработанный хорватской компанией Croteam для компьютерной игры Serious Sam 2.

## История разработки
Серия игр Serious Sam включает в себя множество игр; первые две игры — The First Encounter и The Second Encounter (считающиеся двумя эпизодами одной игры) базировались на первой версии движка Serious Engine. Работая над Serious Sam 2, полноценной второй частью, разработчики поначалу планировали использовать движок первой версии, однако потом было решено создавать игру на совершенно новой версии движка.
Первая версия движка Serious Engine активно лицензировалась сторонним разработчикам, в то же время Serious Engine версии 2 применялся только в Serious Sam 2 разработки Croteam.
Также группой поклонников игры, называющей себя «Prophets of Sam» (рус. «Пророки Сэма») разрабатывался ремейк первой части Serious Sam с улучшенной графикой (технически работающий как модификация, а значит использующий движок Serious Engine 2), по состоянию на 2011 год статус проекта неизвестен.

## Технические характеристики
Serious Engine 2 является кроссплатформенным игровым движком, поддерживающим такие платформы как персональный компьютер под управлением ОС Windows и Linux, и игровые консоли Xbox и PlayStation 2. Первая версия движка поддерживала тот же набор платформ, что и вторая.
Движок относится к типу подпрограммного обеспечения (англ. middleware), представляя собой связку нескольких компонентов, таких как графический движок, физический движок, звуковой движок и т. д. В отличие от первой версии технологии, графика в которой отображалась при помощи DirectX 8 или OpenGL, вторая версия движка отображает графику уже при помощи DirectX 9 (для Windows) и OpenGL (для Linux). Поддерживаются пиксельные шейдеры 2.0, однако преимущественно используются шейдеры версии 1.1.
Графический движок поддерживает такие эффекты как HDR рендеринг и bloom; как и в первой версии движка используется эффект lens flare, имитирующий солнечные блики, а также применяется метод детальных текстур, благодаря которому текстуры становятся более четкими. Поддерживаются динамические тени и освещение; в игре Serious Sam 2 применяются как статические тени (тени от зданий), так и от динамические тени (отбрасываются противниками или транспортом). Вода обрабатывается с преломлениями, однако отражения не являются определяемыми в реальном времени, они статичны. Движок обладает развитой системой частиц, активно использующейся при отображении взрывов и т. п.
Одной из главных особенностей игровых движков Serious Engine является хорошая работа с большими открытыми пространствами и сильная оптимизация, позволяющая отображать очень большое количество противников на экране одновременно.
Физический движок поддерживает тряпичную физику, инверсную кинематику и физику транспортных средств.
По сравнению с первой версией была переделана система искусственного интеллекта (добавлены дружественные NPC). Поддерживается кодировка UTF-8 для внутриигровых текстов, что теоретически позволяет сделать локализацию игры на большое количество различных языков. Движок может подгружать файлы напрямую с CD\DVD дисков и ZIP-архивов. Поддерживаются звуковые системы EAX 2.0, DirectSound и OpenAL; воспроизведение звуковых файлов в форматах Ogg Vorbis, WMA и MP3.

## Редактор уровней
В комплекте с игрой Serious Sam 2 поставляется новый игровой редактор Serious Editor 2.0, использующий встроенные возможности для манипуляции всеми игровыми ресурсами в одной программе.
В программу встроен GUI-драйвер, редакторы мешей, анимации, коллизий, разрушений (регулируется разрушаемость объектов), мира (локаций), моделей, скриптов, системы частиц, а также редактор ресурсов (позволяет изменять внешний вид меню и других элементов).